# アレクサンドル・ピロゴフ
アレクサンドル・ステパノヴィチ・ピロゴフ（露: Александр Степанович Пирогов；英語: Alexander Stepanovich Pirogov、1899年8月4日（ユリウス暦7月22日） リャザン - 1964年6月26日 リャザン州）はソビエト連邦のオペラ歌手（バス）。ボリショイ劇場ソリスト、ソ連人民芸術家（1937年授与）、スターリン賞受賞者。

## 経歴
ロシア帝国リャザンに生まれる。兄弟五人のうちグリゴリー、アレクセイ、ミハイル、アレクサンドルの四人が歌手となった。1918年、モスクワ・フィルハーモニー協会附属音楽演劇学校でバス歌手のヴァシーリー・チュチュンニクに声楽を学ぶ。1919年から1922年まで革命軍事会議モスクワ劇場のソリストを務め、1922年から1924年まではジミーン自由歌劇場のソリストとなった。
同劇場の解散後は、1924年から1954年までの30年間にわたりボリショイ劇場のソリストを務め、ロシアや諸外国の古典オペラだけでなく、ソ連の新作オペラまで幅広く役をこなした。ロシア・ロマンス、ロシア民謡もレパートリーとしていた。
1964年、リャザン州で没。

## 受賞
- 1937年：ソ連人民芸術家
- 1943年：スターリン賞第1席 オペラ・声楽における優れた業績に対して
- 1949年：スターリン賞第1席 ムソルグスキー『ボリス・ゴドゥノフ』タイトル・ロールの演技に対して

## 出演映画
- 1951年：『大演奏会 Большой концерт』（フィルム・コンサート、DVD発売時のタイトルは『ボリショイ黄金期の芸術家たち』）
- 1954年：『ボリス・ゴドゥノフ』（オペラ映画、ネボルシン指揮）

## オペラ録音
- 1936年：チャイコフスキー『エフゲニー・オネーギン』ネボルシン指揮 グレーミン公爵役）
- 1947年：リムスキー＝コルサコフ『プスコフの娘』（サハロフ指揮 イヴァン雷帝役）
- 1947年：リムスキー＝コルサコフ『モーツァルトとサリエリ』（サモスード指揮 サリエリ役）
- 1949年：ムソルグスキー『ボリス・ゴドゥノフ』（ゴロワノフ指揮 タイトル・ロール）
- 1954年：シャポーリン『デカブリスト』（メリク＝パシャーエフ指揮 パーヴェル・ペステリ役）
- 1955年：ボロディン『イーゴリ公』（メリク＝パシャーエフ指揮 ガーリチ公ウラディーミル・ヤロスラーヴィチ役）